# Чарльз Фицрой, 2-й герцог Кливленд
Чарльз Фицрой (англ. Charles FitzRoy; 18 июня 1662 — 9 сентября 1730) — английский аристократ и пэр, 1-й герцог Саутгемптон (1675—1730) и 2-й герцог Кливленд (1709—1730), главный дворецкий Англии (1716—1730).

## Биография
Старший внебрачный сын Карла II Стюарта (1630—1685), короля Англии, Шотландии и Ирландии (1660—1685), от Барбары Пальмер (урожденной Барбары Вильерс) (1640—1709), графини Кастлмен, затем 1-й герцогини Кливленд. Младшие братья — Генри Фицрой (1663—1690) и Джордж Фицрой (1665—1716).
Первоначально носил титулы барона Лимерика (1662—1670) и граф Саутгемптона (1670—1675). Его отцом считался Роджер Пальмер (1634—1705), 1-й граф Кастлмен (1661—1705), поэтому Чарльз Пальмер (затем Фицрой) с рождения носил титул графа Лимерика. Вначале по воле графа Кастлмена он был крещен по католическому обряду, но через шесть дней король приказал крестить его по англиканскому обряду.
В 1670 году 8-летний Чарльз Фицрой был помолвлен с Мэри Вуд (1664 — 15 ноября 1680), дочерью сэра Генри Вуда (1597—1671), клерка из Green Cloth, и Мэри Гардинер (1627—1664), но с условием, что супруги станут жить совместно после исполнения Мэри 16 лет. После смерти её отца герцогиня Кливленд взяла невесту Мэри Вуд к себе и воспитывала её вместе с собственными детьми. У Чарльза Фицроя и Мэри Вуд не было детей.
В 1694 году вторично женился на Энн Палтни (25 ноября 1663— 20 февраля 1746), дочери сэра Уильяма Палтни и Грейс Корбет. У супругов было трое сыновей и три дочери:
- Грейс Фицрой (1697—1763), жена Генри Вэйна (1705—1758), 1-го графа Дарлингтона
- Уильям Фицрой (1698—1774), 3-й герцог Кливленд и 2-й герцог Саутгемптон (1730—1774)
- Чарльз Фицрой (1699—1723)
- Генри Фицрой (1701—1708)
- Барбара Фицрой (до 1730 — ?)
- Энн Фицрой (до 1730 — ?)

В 1675 году король Англии даровал Чарльзу Фицрою титул герцога Саутгемптона. В 1709 году после смерти своей матери он унаследовал титул герцога Кливленда.
9 сентября 1730 года 68-летний Чарльз Фицрой скончался в Лондоне. Он был похоронен 30 ноября 1730 года в Вестминстерском аббатстве. Титулы герцога Саутгемптона и Кливленда унаследовал старший сын Уильям Фицрой (1698—1774).